# The Slime People
The Slime People is een Amerikaanse horrorfilm uit 1963, geregisseerd door Robert Hutton. Hoofdrollen werden vertolkt door Robert Hutton, Les Tremayne en Robert Burton.

## Verhaal
De film draait om een ras van ondergrondse reptielachtige mensen genaamd "slime people" vanwege hun met slijm bedekte huid. Ze maken een muur van vaste mist rondom Los Angeles zodat ze ongestoord de stad kunnen overnemen.
Een piloot landt in Los Angeles en ontdekt dat de stad vrijwel verlaten is. Later komt hij andere overlevenden tegen, waaronder een wetenschapper en zijn twee dochters. Samen proberen ze de Slime People een halt toe te roepen.

## Rolverdeling
| Acteur        | Personage                    |
| ------------- | ---------------------------- |
| Robert Hutton | Tom Gregory                  |
| Les Tremayne  | Norman Tolliver              |
| Robert Burton | Prof. Galbraith              |
| Susan Hart    | Lisa Galbraith               |
| William Boyce | Cal Johnson                  |
| Judee Morton  | Bonnie Galbraith             |
| John Close    | KTTV Reporter Vince Williams |

## Achtergrond
De film is vooral bekend en berucht om het enorme gebruik van mistmachines. Op het eind van de film werd de mist zo dik dat men de acteurs vrijwel niet meer kon zien.
De film werd bespot in de televisieserie Mystery Science Theater 3000.